# Patrik Bodén
Lars Patrik Bodén (Värmland, 30 giugno 1967) è un ex giavellottista svedese.

## Palmarès

### Europei
- 1 medaglia:
  - 1 bronzo (Spalato 1990)

### Grand Prix Final
- 1 medaglia:
  - 1 bronzo (Fukuoka 1997)